# Centrobasket 2008
El XXI Centrobasket 2008 se llevó a cabo en Cancún y Chetumal, México del 27 al 31 de agosto.
Puerto Rico obtuvo el título del torneo al derrotar a Islas Vírgenes Estadounidenses 87-70, y el tercer lugar fue para República Dominicana que venció Cuba 102 a 74. Estas cuatro selecciones calificaron al Torneo de las Américas de 2009, y todas ellas más México clasificaron al Campeonato FIBA Américas de 2009.

## Equipos participantes
- Costa Rica
- Cuba
- República Dominicana
- El Salvador
- Islas Vírgenes Estadounidenses
- México (anfitrión)
- Panamá
- Puerto Rico

## Ronda Preliminar

### Grupo A
|   | Equipo                         | Pts | PG | PP | PF  | PC  | Dif  |
| - | ------------------------------ | --- | -- | -- | --- | --- | ---- |
| 1 | Islas Vírgenes Estadounidenses | 5   | 2  | 1  | 240 | 215 | 25   |
| 2 | República Dominicana           | 5   | 2  | 1  | 258 | 194 | 64   |
| 3 | México                         | 5   | 2  | 1  | 237 | 185 | 52   |
| 4 | El Salvador                    | 3   | 0  | 3  | 143 | 284 | −141 |

| 27 de agosto, 17:30                 | México                              | 92-36                               | El Salvador                    |  |
| Reporte                             |                                     |                                     |                                |  |
| Parciales: 20-16, 16-3, 26-12, 30-5 | Parciales: 20-16, 16-3, 26-12, 30-5 | Parciales: 20-16, 16-3, 26-12, 30-5 | Erick Paolo Martínez, Chetumal |  |

| 27 de agosto, 20:00                   | Islas Vírgenes Estadounidenses        | 83-74                                 | República Dominicana           |  |
| Reporte                               |                                       |                                       |                                |  |
| Parciales: 16-18, 17-20, 25-18, 25-18 | Parciales: 16-18, 17-20, 25-18, 25-18 | Parciales: 16-18, 17-20, 25-18, 25-18 | Erick Paolo Martínez, Chetumal |  |

| 28 de agosto, 17:30                 | República Dominicana                | 106-41                              | El Salvador                    |  |
| Reporte                             |                                     |                                     |                                |  |
| Parciales: 33-8, 18-11, 31-16, 24-6 | Parciales: 33-8, 18-11, 31-16, 24-6 | Parciales: 33-8, 18-11, 31-16, 24-6 | Erick Paolo Martínez, Chetumal |  |

| 28 de agosto, 20:00                  | México                               | 75-71                                | Islas Vírgenes Estadounidenses |  |
| Reporte                              |                                      |                                      |                                |  |
| Parciales: 23-22, 7-19, 23-17, 18-17 | Parciales: 23-22, 7-19, 23-17, 18-17 | Parciales: 23-22, 7-19, 23-17, 18-17 | Erick Paolo Martínez, Chetumal |  |

| 29 de agosto, 15:00                  | El Salvador                          | 66-86                                | Islas Vírgenes Estadounidenses |  |
| Reporte                              |                                      |                                      |                                |  |
| Parciales: 7-26, 25-17, 15-23, 19-20 | Parciales: 7-26, 25-17, 15-23, 19-20 | Parciales: 7-26, 25-17, 15-23, 19-20 | Erick Paolo Martínez, Chetumal |  |

| 29 de agosto, 20:30                   | México                                | 70-78                                 | República Dominicana           |  |
| Reporte                               |                                       |                                       |                                |  |
| Parciales: 19-16, 14-23, 20-26, 17-13 | Parciales: 19-16, 14-23, 20-26, 17-13 | Parciales: 19-16, 14-23, 20-26, 17-13 | Erick Paolo Martínez, Chetumal |  |

### Grupo B
|   | Equipo      | Pts | PG | PP | PF  | PC  | Dif |
| - | ----------- | --- | -- | -- | --- | --- | --- |
| 1 | Puerto Rico | 6   | 3  | 0  | 295 | 260 | 35  |
| 2 | Cuba        | 5   | 2  | 1  | 285 | 267 | 18  |
| 3 | Panamá      | 4   | 1  | 2  | 278 | 269 | 9   |
| 4 | Costa Rica  | 3   | 0  | 3  | 206 | 270 | −64 |

| 27 de agosto, 17:00                   | Cuba                                  | 101-85                                | Panamá               |  |
| Reporte                               |                                       |                                       |                      |  |
| Parciales: 27-26, 16-14, 29-19, 29-26 | Parciales: 27-26, 16-14, 29-19, 29-26 | Parciales: 27-26, 16-14, 29-19, 29-26 | Kuchil Baxal, Cancún |  |

| 27 de agosto, 20:00                 | Puerto Rico                         | 85-68                               | Costa Rica           |  |
| Reporte                             |                                     |                                     |                      |  |
| Parciales: 20-14, 16-3, 26-12, 30-5 | Parciales: 20-14, 16-3, 26-12, 30-5 | Parciales: 20-14, 16-3, 26-12, 30-5 | Kuchil Baxal, Cancún |  |

| 28 de agosto, 17:30                  | Panamá                               | 91-61                                | Costa Rica           |  |
| Reporte                              |                                      |                                      |                      |  |
| Parciales: 25-21, 18-9, 25-17, 23-14 | Parciales: 25-21, 18-9, 25-17, 23-14 | Parciales: 25-21, 18-9, 25-17, 23-14 | Kuchil Baxal, Cancún |  |

| 28 de agosto, 20:00                   | Cuba                                  | 90-103                                | Puerto Rico          |  |
| Reporte                               |                                       |                                       |                      |  |
| Parciales: 21-34, 21-28, 20-19, 28-22 | Parciales: 21-34, 21-28, 20-19, 28-22 | Parciales: 21-34, 21-28, 20-19, 28-22 | Kuchil Baxal, Cancún |  |

| 29 de agosto, 17:30                   | Costa Rica                            | 77-94                                 | Cuba                 |  |
| Reporte                               |                                       |                                       |                      |  |
| Parciales: 21-25, 21-27, 17-21, 18-21 | Parciales: 21-25, 21-27, 17-21, 18-21 | Parciales: 21-25, 21-27, 17-21, 18-21 | Kuchil Baxal, Cancún |  |

| 29 de agosto, 20:00                   | Puerto Rico                           | 107-102                               | Panamá               |  |
| Reporte                               |                                       |                                       |                      |  |
| Parciales: 35-22, 22-28, 24-21, 26-31 | Parciales: 35-22, 22-28, 24-21, 26-31 | Parciales: 35-22, 22-28, 24-21, 26-31 | Kuchil Baxal, Cancún |  |

## Ronda Final

### Clasificación
| 28 de agosto                          | Panamá | 100-59 | El Salvador |  |
| Reporte                               |        |        |             |  |
| Parciales: 25-11, 19-22, 21-12, 35-14 |        |        |             |  |

| 28 de agosto                          | México | 90-73 | Costa Rica |  |
| Reporte                               |        |       |            |  |
| Parciales: 21-13, 23-25, 22-20, 24-15 |        |       |            |  |

### Semifinal
| 30 de agosto                          | Islas Vírgenes Estadounidenses | 78-61 | Cuba |  |
| Reporte                               |                                |       |      |  |
| Parciales: 19-17, 18-14, 17-14, 24-16 |                                |       |      |  |

| 30 de agosto                          | República Dominicana | 74-76 | Puerto Rico |  |
| Reporte                               |                      |       |             |  |
| Parciales: 20-15, 24-15, 19-23, 13-21 |                      |       |             |  |

### 7° Lugar
| 31 de agosto                          | Costa Rica | 76-79 | El Salvador |  |
| Reporte                               |            |       |             |  |
| Parciales: 26-14, 24-22, 12-21, 14-22 |            |       |             |  |

### 5° Lugar
| 31 de agosto, 20:00                   | México | 104-67 | Panamá |  |
| Reporte                               |        |        |        |  |
| Parciales: 24-21, 24-10, 26-15, 30-21 |        |        |        |  |

### Tercer Lugar
| 31 de agosto, 17:30                   | Cuba                                  | 74-102                                | República Dominicana |  |
| Reporte                               |                                       |                                       |                      |  |
| Parciales: 19-23, 22-31, 18-24, 15-24 | Parciales: 19-23, 22-31, 18-24, 15-24 | Parciales: 19-23, 22-31, 18-24, 15-24 | Kuchil Baxal, Cancún |  |

### Final
| 31 de agosto, 20:30                   | Islas Vírgenes Estadounidenses        | 70-87                                 | Puerto Rico          |  |
| Reporte                               |                                       |                                       |                      |  |
| Parciales: 20-25, 18-17, 16-19, 16-26 | Parciales: 20-25, 18-17, 16-19, 16-26 | Parciales: 20-25, 18-17, 16-19, 16-26 | Kuchil Baxal, Cancún |  |

## Clasificación Final
|                   | Equipo                         | Pts | PG | PP | PF  | PC  | Dif  |
| ----------------- | ------------------------------ | --- | -- | -- | --- | --- | ---- |
| Medalla de oro    | Puerto Rico                    | 10  | 5  | 0  | 458 | 394 | 64   |
| Medalla de plata  | Islas Vírgenes Estadounidenses | 8   | 3  | 2  | 388 | 364 | 24   |
| Medalla de bronce | República Dominicana           | 8   | 3  | 2  | 434 | 344 | 90   |
| 4                 | Cuba                           | 7   | 2  | 3  | 420 | 447 | −27  |
| 5                 | México                         | 9   | 4  | 1  | 431 | 325 | 106  |
| 6                 | Panamá                         | 7   | 2  | 3  | 445 | 432 | 13   |
| 7                 | El Salvador                    | 6   | 1  | 4  | 281 | 460 | −179 |
| 8                 | Costa Rica                     | 5   | 0  | 5  | 355 | 439 | −84  |